# Малое (Крым)
Ма́лое (до 1948 года Кады́р-Аджи́; укр. Мале, крымскотат. Qadır Acı, Къадыр Аджы) — исчезнувшее село в Красногвардейском районе Республики Крым, располагавшееся на севере района, в степном Крыму, примерно в 2 км к востоку от села Коммунары.

## История
Селение Кадыр-Аджи было основано, судя по доступным источникам, в конце XIX века на территории Александровской волости Перекопского уезда и получило название по существовавшему до середины XIX века в 6 км к северо-востоку селу Кадыр-Аджи. Впервые деревня встречается в «…Памятной книжке Таврической губернии на 1900 год», согласно которой в Кадыр-Аджи было 3 жителя, но без учтённых домохозяйств. По Статистическому справочнику Таврической губернии. Ч.II-я. Статистический очерк, выпуск пятый Перекопский уезд, 1915 год, в деревне Кадыр-Аджи (вакуф) Александровской волости Перекопского уезда числилось 10 дворов (все дворы безземельные) с татарским населением в количестве 56 человек приписных жителей, из которых 31 мужчина и 25женщин. Жители землёй не владели, на вакуфе числилось 100 десятин земли. В хозяйствах имелось 27 лошадей, 10 коров и 110 голов мелкого скота.
После установления в Крыму Советской власти и учреждения 18 октября 1921 года Крымской АССР, в составе Джанкойского уезда был образован Курманский район, в состав которого включили село. В 1922 году уезды получили название округов. 11 октября 1923 года, согласно постановлению ВЦИК, в административное деление Крымской АССР были внесены изменения, в результате которых был ликвидирован Курманский район и село включили в состав Джанкойского. Согласно Списку населённых пунктов Крымской АССР по Всесоюзной переписи 17 декабря 1926 года, в селе Кадыр-Аджи, Анновского сельсовета Джанкойского района, числилось 19 дворов, все крестьянские, население составляло 67 человек, все татары. Постановлением Президиума КрымЦИКа «Об образовании новой административной территориальной сети Крымской АССР» от 26 января 1935 года был создан немецкий национальный (лишённый статуса национального постановлением Оргбюро ЦК КПСС от 20 февраля 1939 года) Тельманский район (с 14 декабря 1944 года — Красногвардейский) и село включили в его состав и село включили в его состав.
В 1944 году, после освобождения Крыма от фашистов, согласно постановлению ГКО № 5859 от 11 мая 1944 года, 18 мая крымские татары были депортированы в Среднюю Азию. 12 августа 1944 года было принято постановление № ГОКО-6372с «О переселении колхозников в районы Крыма» по которому в район из областей Украины и России переселялись семьи колхозников, а в начале 1950-х годов последовала вторая волна переселенцев из различных областей Украины. С 25 июня 1946 года Кадыр-Аджи в составе Крымской области РСФСР. Указом Президиума Верховного Совета РСФСР от 18 мая 1948 года, Кадыр-Аджи переименовали в деревню Малая. 26 апреля 1954 года Крымская область была передана из состава РСФСР в состав УССР. Ликвидировано до 1960 года, поскольку в «Справочнике административно-территориального деления Крымской области на 15 июня 1960 года» селение уже не значилось (согласно справочнику «Крымская область. Административно-территориальное деление на 1 января 1968 года» — в период с 1954 по 1968 годы).